# Leskovik
Leskovik é uma cidade e município (em albanês:  bashkia) da Albânia localizado no distrito de Kolonjë, prefeitura de Korçë.